# Coccophagus shafeei
Coccophagus shafeei är en stekelart som beskrevs av Hayat 1974. Coccophagus shafeei ingår i släktet Coccophagus och familjen växtlussteklar. Inga underarter finns listade i Catalogue of Life.